# Tablado
Tablado este o arie protejată (arie specială de conservare — SAC, sit de importanță comunitară — SCI) din Spania întinsă pe o suprafață de 223,6 ha, integral pe uscat.

## Localizare
Centrul sitului Tablado este situat la coordonatele 28°48′55″N 17°52′57″W / 28.8154°N 17.8824°V.

## Înființare
Situl Tablado a fost declarat sit de importanță comunitară în octombrie 1999 pentru a proteja 1 specie de plante. Situl a fost protejat și ca arie specială de conservare în ianuarie 2010.

## Biodiversitate
Situată în ecoregiunea , aria protejată conține 3 habitate naturale: Păduri macaroneziene de dafin (Laurus, Ocotea), Păduri de pin endemic canariene, Pajiști macaroneziene cu vegetație endemică.
La baza desemnării sitului se află o specie protejată de  plante: Woodwardia radicans.